# Cherax destructor
Cherax destructor ist eine Art der Zehnfußkrebse aus der Familie der Parastacidae. Dieser bis zu 28 Zentimeter lange Krebs ist in Australien heimisch und lebt im Süßwasser. Er ist ein beliebter Speise- sowie Aquarienkrebs.

## Merkmale
Das Rostrum von Cherax destructor ist doppelt so lang als an seiner Basis breit und reicht bis an das dritte Segment der ersten Antennen. Das Rostrum besitzt jeweils seitlich einen Stachel. Der Carapax ist kürzer als das Abdomen, etwas breiter als hoch und doppelt so lang wie breit. Die quer über den Carapax verlaufende Vertiefung (postcervical groove) ist sehr deutlich. Der Carapax ist fein punktiert. Das Telson besitzt jeweils einen kleinen Stachel am seitlichen Rand. Die großen Scheren am ersten Schreitbeinpaar sind lang und kräftig. Ihr oberer Rand besitzt viele Tuberkel, der untere Rand ist glatt. Die inneren Kanten der Scherenfinger sind nur schwach gezahnt. Größe und Form der Scheren scheint zwischen Individuen dieser Art zu variieren.
Die Farbe von Cherax destructor kann erheblich variieren, ist aber meist oliv-grün bis braun. Schwarze, blaue oder rote Tiere wurden jedoch bereits gefunden. Sie erreichen Körperlängen von über 28 Zentimeter.

## Verbreitung
Cherax destructor ist in Australien, in den Bundesstaaten Victoria, New South Wales, im südlichen Queensland, South Australia und in Teilen des Northern Territory verbreitet. Dort ist er in einer Reihe von Habitaten zu finden, etwa in Sümpfen, Bächen oder Flüssen. Sie können ebenso in Teichen gefunden werden. Trocknet ihr Habitat aus, graben sie bis zum feuchten Boden und verbleiben, bis erneut Wasser vorhanden ist. Sie leben eher auf schlammigen Gründen bei moderater Trübung als im klaren Wasser, da jenes mehr Schutz vor Prädation bietet. Die optimale Wassertemperatur liegt zwischen 20 und 25 °C, Temperatur bis 1 °C bzw. 35 °C können kurzzeitig toleriert werden. Sie tolerieren eine weite Bandbreite von Salinität und Sauerstoffgehalt.
In der Roten Liste der IUCN wird Cherax destructor in seinem natürlichen Verbreitungsgebiet als gefährdet (vulnerable) eingestuft. Als Gründe für die Gefährdung gelten unter anderem die Verschmutzung der Gewässer sowie der Konkurrenzdruck durch Neozoen.

## Fortpflanzung

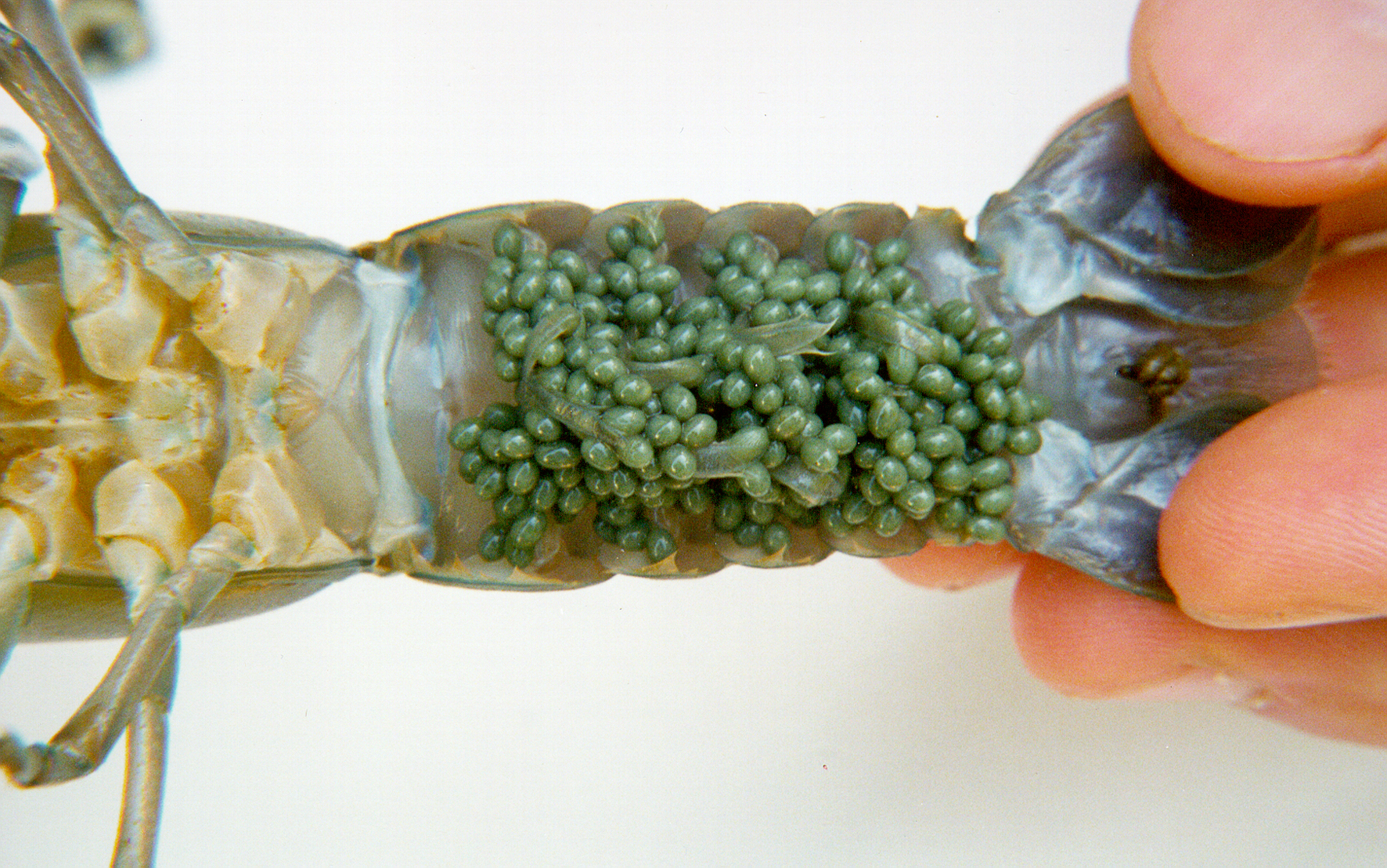
Eine Woche alte, 2–3 mm große Eier, angeheftet an den Pleopoden

Fortpflanzung scheint bei Cherax destructor abhängig von der Wassertemperatur und Tageslänge. Wenn im Frühling oder frühem Sommer die Wassertemperatur über 15 °C steigt, erfolgt die Begattung. Die Weibchen laichen zwischen Oktober und Januar, befruchtete Eier werden an den Schwimmbeinen befestigt. Die Eier sind oliv-grün gefärbt und etwa 2 Millimeter lang und eher oval. Junge Weibchen produzieren 100 bis 300 Eier, ältere mehr als 1000. Die Inkubation dauert je nach Wassertemperatur zwischen 19 und 40 Tagen. Nachdem die Larven schlüpfen, verbleiben sie einige Wochen am Muttertier und durchlaufen einige Larvenstadien. Sobald die Jungtiere das Weibchen verlassen, kann es, sofern die Umweltbedingungen es zulassen, erneut laichen.
Juvenile Cherax destructor können bei optimalem Wachstum bereits nach 12 Monaten Geschlechtsreife erlangen. Nach zwei bis drei Jahren sind sie etwa 10 Zentimeter lang und 320 Gramm schwer.

## Ernährung
Cherax destructor ist eher nachtaktiv und verbleibt tagsüber in seinem Versteck. Nahrungssuche erfolgt meistens kurz vor Sonnenaufgang sowie kurz nach Sonnenuntergang. Sie sind opportunistische Allesfresser, ernähren sich aber hauptsächlich von Detritus. Die Exuvie, das nach einer Häutung abgestriffene alte Exoskelett, wird ebenfalls gefressen. Kannibalismus kann vorkommen.
Während viele Krebse (wie die meisten Tiere) Cellulose mithilfe der Cellulasen ihrer Endosymbionten abbauen, besitzt Cherax destructor körpereigene (endogene) Cellulase und ist damit bei der Energiegewinnung aus Cellulose nicht auf Endosymbionten angewiesen.

## Ökonomische Bedeutung
Die Art wird in Australien kommerziell gezüchtet, wichtigste Produzenten sind Südaustralien (etwa 14 t in den Jahren 1989/1990) und Westaustralien (etwa 40 t in den Jahren 1989/1990, zusammengefasst mit Cherax plebejus). Obwohl es auch große, spezialisierte Zuchtbetriebe gibt, ist die Nutzung künstlicher Wasserbassins (Tränken für die Schafzucht) vorherrschend. Die Art wurde auch in andere Länder zur Aquakultur exportiert. In Europa existieren Zuchtbetriebe in Italien (Piemont). Der Transport dieser und einiger anderer Arten innerhalb Australiens wird als mögliche Bedrohung endemischer Flusskrebsarten auch kritisch gesehen. Auch in Italien und anderen Ländern wird die Einschleppung als Neozoon befürchtet. Cherax destructor ist allerdings, wie alle australischen Parastaciden, empfindlich gegenüber der Krebspest. Dies und seine hohen Temperaturbedürfnisse verhindern vermutlich eine Ansiedlung auch in Mitteleuropa.